# 2004-es jégkorong-világbajnokság
A 2004-es jégkorong-világbajnokság a 68. világbajnokság volt, amelyet a Nemzetközi Jégkorongszövetség szervezett. A vb-ken a csapatok négy szinten vettek részt. A világbajnokságok végeredményei alapján alakult ki a 2005-ös jégkorong-világbajnokság főcsoportjának illetve divízióinak mezőnye.

## Főcsoport
A főcsoport világbajnokságát 16 csapat részvételével április 24. és május 9. között rendezték Csehországban.
- Kanada – Világbajnok
- Svédország
- Egyesült Államok
- Szlovákia
- Csehország
- Finnország
- Lettország
- Svájc
- Németország
- Oroszország
- Ausztria
- Dánia
- Kazahsztán
- Ukrajna
- Japán – Kiesett a divízió I-be
- Franciaország – Kiesett a divízió I-be

## Divízió I
A divízió I-es jégkorong-világbajnokság A csoportját Oslóban, Norvégiában, a B csoportját Gdańskban, Lengyelországban április 12. és 18. között rendezték.
| A csoport - Fehéroroszország – Feljutott a főcsoportba - Norvégia - Hollandia - Magyarország - Nagy-Britannia - Belgium – Kiesett a divízió II-be | B csoport - Szlovénia – Feljutott a főcsoportba - Olaszország - Lengyelország - Észtország - Románia - Dél-Korea – Kiesett a divízió II-be |

## Divízió II
A divízió II-es jégkorong-világbajnokság A csoportját Jacában, Spanyolországban, a B csoportját Elektrenaiban, Litvániában április 12. és 18. között rendezték.
| A csoport - Kína – Feljutott a divízió I-be - Horvátország - Ausztrália - Spanyolország - Izrael - Luxemburg – Kiesett a divízió III-ba | B csoport - Litvánia – Feljutott a divízió I-be - Szerbia és Montenegró - Észak-Korea - Bulgária - Új-Zéland - Dél-afrikai Köztársaság – Kiesett a divízió III-ba |

## Divízió III
A divízió III-as jégkorong-világbajnokságot Reykjavíkban, Izlandon rendezték március 16. és 21. között.
- Izland – Feljutott a divízió II-be
- Törökország – Feljutott a divízió II-be
- Mexikó
- Írország
- Örményország